# София Сеговия
София Сеговия (на испански: Sofía Segovia) е мексиканска писателка, журналистка, сценаристка.  Става известна през 2010 г., когато публикува романа си „Шепотът на пчелите“ (El murmullo de las abejas), издаден от „Лумен“, продаден в над един милион копия по целия свят и преведен на 20 езика, включително английски.  

## Биография
София Сеговия завършва информационни и комуникационни науки в университета в Монтерей. Пише първата си книга Hurricane Nights през 2003 г., но Съветът за култура и изкуства на Нуево Леон я публикува седем години по-късно.  Авторката често подчертава трудностите, пред които е изправена в началото на писателската си кариера, тъй като е от Монтерей, във време, когато изкуството и творчеството са били централизирани в столицата на страната. Възможността да изпращат своите ръкописи по имейл до издателите улеснява пътя им до публикуването. 
През 2015 г. писателката спечели международна известност с „Шепотът на пчелите“ (El murmullo de las abejas), роман достъпен във всички испаноговорещи страни и Съединените щати. През 2016 г. тя публикува преиздание на Hurricane Nights, озаглавено Huracán, което получава положителни отзиви. Третият ѝ роман Pilgrims е публикуван през 2019 г. Въпреки че смята себе си за писателка с компас, който тя нарича „интуиция“ или „вътрешно чувство“, тя полага големи усилия творбите ѝ да са достоверни в исторически събития, които служат като вододел за нейните текстове, които се занимават с проблемите на родовата памет. 
От 2013 г. тя преподава семинари в „Литерари Фактъри“, в гражданското сдружение „Фелипе Монтес“ и „Литералика“. 
- Ураганни нощи (2010)
- El murmullo de las abejas (2015), на български „Шепотът на пчелите“[6], издаден 2023 от издателство „Лемур“, превод: Рада Ганкова
- Ураган (2016)
- Поклонници (2019)